# Miszmar David
Miszmar David (hebr. משמר דוד; ang. Mishmar David; pol. Strażnik Davida) – kibuc położony w Samorządzie Regionu Gezer, w Dystrykcie Centralnym, w Izraelu. Członek Ruchu Kibuców (Ha-Tenu’a ha-Kibbucit).

## Położenie
Leży w Szefeli, w otoczeniu kibucu Chulda, moszawów Pedaja, Bekoa, Tal Szachar i Jesodot, oraz wioski Karme Josef. Na południowy zachód od kibucu znajduje się duża baza wojskowa Sił Obronnych Izraela.

## Historia
Badania archeologiczne odkryły w tym miejscu pozostałości miasta pochodzącego z około V wieku. Między innymi odkryto ruiny domu z mozaikową posadzką z geometrycznymi deseniami i motywem palmy. Później w tym miejscu znajdowała się arabska wioska Chulda, której mieszkańcy zostali deportowani podczas wojny domowej w Mandacie Palestyny w dniu 6 kwietnia 1948 roku.
Współczesny kibuc został założony w 1948 roku przez żydowskich imigrantów z Rumunii oraz zdemobilizowanych żołnierzy. Nazwano go David Marcus, na cześć amerykańskiego pułkownika Davida Marcusa, który pomógł Izraelowi podczas wojny o niepodległość. W latach 70. XX wieku w kibucu osiedliła się grupa imigrantów ze Wielkiej Brytanii. W latach 90. nastąpił stopniowy upadek kibucu - w 1994 roku zamknięto wspólną kibucową stołówkę, a w 1999 roku zniesiono system płacenia zgodnie na potrzeby poszczególnych członków kibucu. W 2003 roku jego członkowie przegłosowali zmianę zasady funkcjonowania kibucu, zgadzając się na jego prywatyzację. Kibuc miał olbrzymie długi, dlatego sprzedano część ziemi i z uzyskanych środków wybudowano 350 nowych domów. Pozostałą ziemię zwrócono państwu.

## Gospodarka
Gospodarka kibucu opiera się na intensywnym rolnictwie (kukurydza) i sadownictwie (winnica i awokado). Firma Migvan Graphic Enterprises - Agricultural Coop. Soc. Ltd. produkuje maszyny do szycia, natomiast Migvan Flexible Packaging Ltd. dostarcza różnorodne opakowania.

## Turystyka
W kibucu znajduje się basen kąpielowy. Na zachód od kibucu jest las Chulda (Herzla) i położony przy nim grobowiec Efraima Chizika.

## Komunikacja
Na wschód od kibucu przebiega droga ekspresowa nr 44 (Holon–Eszta’ol), brak jednak możliwości bezpośredniego wjazdu na nią. Z kibucu wychodzi lokalna droga, którą jadąc w kierunku południowym dojeżdża się do drogi nr 411. Jadąc nią na południe dociera się do skrzyżowania z drogą ekspresową nr 3 (Aszkelon-Modi’in-Makkabbim-Re’ut), natomiast jadąc na północny zachód dojeżdża się do kibucu Chulda. Na południowy wschód od kibucu jest skrzyżowanie dróg ekspresowych nr 3 z nr 44.